# Psephellus hypoleucus
Psephellus hypoleucus là một loài thực vật có hoa trong họ Cúc. Loài này được (DC.) Boiss. miêu tả khoa học đầu tiên năm 1875.